# Роуан (окръг, Тенеси)
Окръг Роуан (на английски: Roane County) е окръг в щата Тенеси, Съединени американски щати. Площта му е 1023 km², а населението - 51 910 души (2000). Административен център е град Кингстън.